# Danmarks statsminister
Danmarks statsminister er regeringschef i Kongeriget Danmark. Statsministeren leder regeringen, hvis ministre bliver udpeget af statsministeren. På engelsk omtales Statsministeren som "Prime Minister", oversat til dansk som Premierminister, som også var betegnelsen for embedet i Danmark fra 1848 til 1855.
Statsministeren udnævnes af monarken, men da Danmark har været et konstitutionelt monarki siden 1849, har udnævnelsen siden systemskiftet 1901 haft grundlag i den politiske sammensætning i Folketinget. Siden tidligt i 1900-tallet har der ikke været noget parti, som har haft flertal i Folketinget alene. Statsministeren er derfor typisk leder af en koalitionsregering. Siden 1945 har det heller ikke været normalt at koalitionerne har flertal i Folketinget, således, at regeringen i de fleste tilfælde har måttet støtte sig til flere partier udover koalitionspartierne.
Statsministeren og Statsministeriet har kontorer på Christiansborg i København, mens ejendommen Marienborg i Kongens Lyngby nord for København fungerer som officiel tjenestebolig og anvendes til repræsentative formål.
Danmarks nuværende statsminister er Mette Frederiksen fra Socialdemokratiet.

## Embedets historie
I sin nuværende form under det konstitutionelle monarki begynder statsministerrækken den 22. marts 1848 ved udnævnelsen af Adam Wilhelm Moltke. Det nye embedes officielle titel var dengang premierminister, hvilket også er den titel, der bruges i Grundloven af 1849. Titlen konseilspræsident blev dog også brugt sideløbende om premierministeren, og ved Fællesforfatningen af 1855 blev det den officielle titel. Ved Grundloven af 1915s ikrafttrædelse i 1918, blev titlen igen ændret til statsminister ligesom i de øvrige nordiske lande.
I modsætning til de øvrige ministre fik regeringslederen først et eget ministerium, Statsministeriet, i 1914. Før det, og også i en årrække efter, havde regeringslederen også en post som fagminister, der varierede fra person til person. Statsministeren er dog stadig ressortminister for et mindre antal fagområder, såsom pressens minister og minister for anliggender vedrørende Rigsfællesskabet, Færøerne og Grønland.
I forbindelse med indførslen af selvstyre for Færøerne og Grønland blev dele af den udøvende magt flyttet fra de danske rigsmyndigheder til rigsdelenes selvstyremyndigheder, herunder statsministerens magt i de to rigsdele.

## Liste over Danmarks statsministre

### Nulevende tidligere statsministre
- Nulevende tidligere statsministre
- Poul Nyrup Rasmussen
født 15. juni 1943 (82 år) 
 Statsminister 1993–2001
- Anders Fogh Rasmussen
født 26. januar 1953 (72 år) 
 Statsminister 2001–09
- Helle Thorning-Schmidt
født 14. december 1966 (58 år) 
 Statsminister 2011–15
- Lars Løkke Rasmussen født 15. maj 1964 (61 år) 
 Statsminister 2009–11 & 2015–19